# Setaria sagittifolia
Setaria sagittifolia är en gräsart som först beskrevs av Achille Richard, och fick sitt nu gällande namn av Wilhelm Gerhard Walpers. Setaria sagittifolia ingår i släktet kolvhirser, och familjen gräs. Inga underarter finns listade i Catalogue of Life.